# Кочупалов, Алексей Дмитриевич

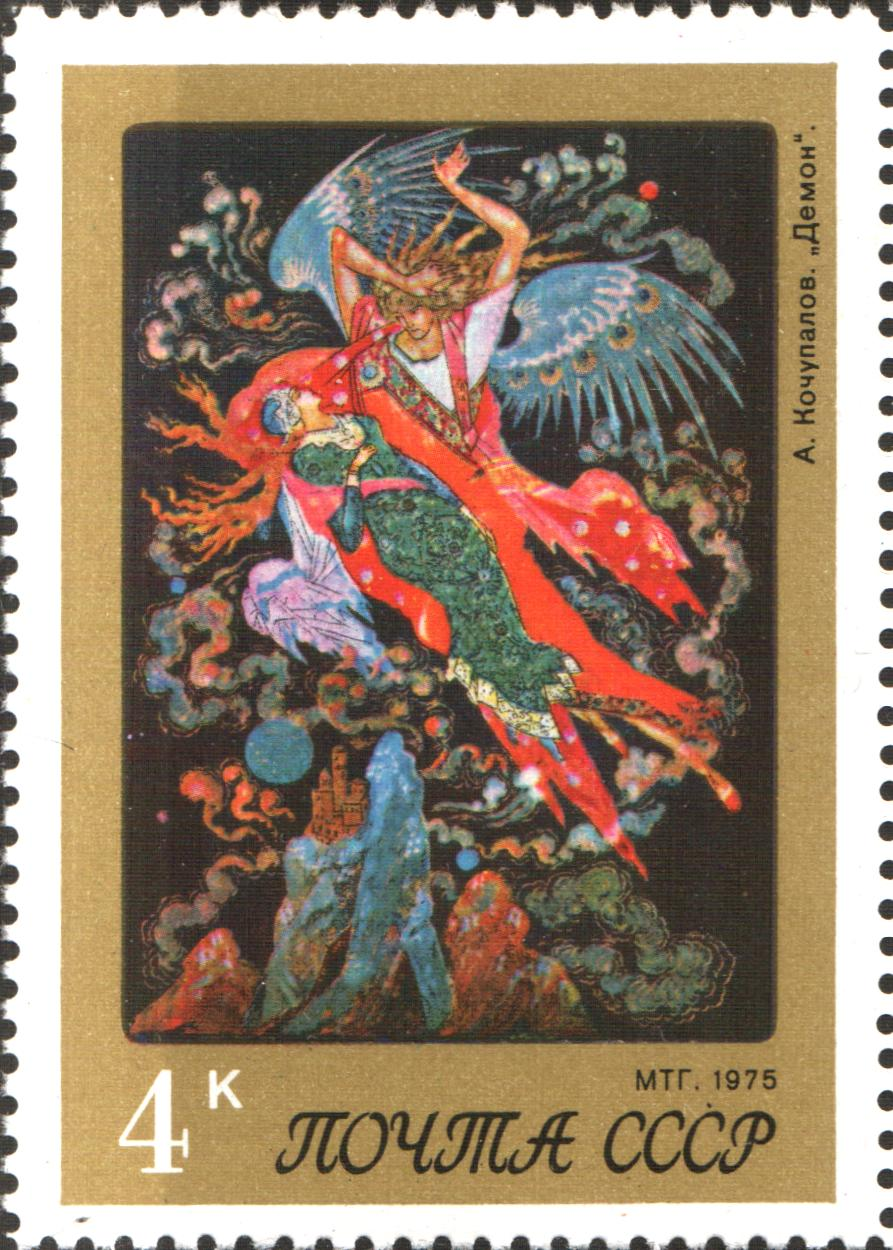
Иллюстрация к поэме М. Ю. Лермонтова «Демон», автор А. Д. Кочупалов. Марка Почты СССР, 1975 год

Алексей Дмитриевич Кочупалов (род. 20 февраля 1940 года, хутор Чехрак, Кошехабльский район, Краснодарский край, РСФСР, СССР — 1 декабря 2010 года) — советский и российский художник, народный художник РСФСР (1985).

## Биография
Родился 20 февраля 1940 года на хуторе Чехрак Кошехабльского района Краснодарского края (сейчас — Республики Адыгея).
В 1961 году — окончил Палехское художественное училище, где учился у М. И. Шемарова, Д. Н. Буторина и Б. М. Немтинова, после окончания которого работал в Палехских художественно-производственных мастерских до 1989 года.
В 1970 году — был делегатом XVI съезда комсомола, избирался членом ЦК ВЛКСМ. В 1978—1986 годах был председателем правления Палехской организации Союза художников РСФСР.
С 1989 года работал в творческо-производственной организации Союза художников РСФСР «Товарищество Палех».
Активно занимался общественной работой, избирался членом ЦК ВЛКСМ, в 1970 году был делегатом XVI съезда комсомола. С 1978 по 1986 год возглавлял правление Палехской организации Союза художников РСФСР.
Умер 1 декабря 2010 года, похоронен на кладбище в посёлке Палех.

## Творческая деятельность
Занимался монументальной живописью (роспись фойе Ивановского Дворца культуры и техники текстильщиков им. 30-летия Победы (1974), Комнаты сказок Детского музыкального театра в Москве (1979—1982)), книжной иллюстрацией (книга С. Наровчатова «Василий Буслаев и Семён Дежнев»).
С 1964 года участвовал в выставках, а в 1966 году принят в Союз художников РСФСР.

## Награды
- Премия Ленинского комсомола (1970)
- Народный художник РСФСР (1985)
- Заслуженный художник РСФСР (1974)